# Internationaux de Nouvelle-Calédonie 2011
L'Internationaux de Nouvelle-Calédonie 2011 è stato un torneo professionistico di tennis maschile giocato sul cemento, che faceva parte dell'ATP Challenger Tour 2011. Si è giocato a Nouméa in Nuova Caledonia dal 3 al 9 gennaio 2011.

## Partecipanti

### Teste di serie
| Giocatore         | Nazionalità | Ranking* | Testa di serie |
| ----------------- | ----------- | -------- | -------------- |
| Igor Sijsling     | Paesi Bassi | 126      | 1              |
| Jesse Huta Galung | Paesi Bassi | 128      | 2              |
| Gilles Müller     | Lussemburgo | 134      | 3              |
| Marc Gicquel      | Francia     | 151      | 4              |
| Benoît Paire      | Francia     | 152      | 5              |
| Josselin Ouanna   | Francia     | 157      | 6              |
| David Guez        | Francia     | 169      | 7              |
| Simone Vagnozzi   | Italia      | 179      | 8              |

- Ranking al 27 dicembre 2010

### Altri partecipanti
Giocatori che hanno ricevuto una wild card:
- Charles-Antoine Brézac
- Nicolas N'Godrela
- Clément Reix
- Florian Reynet

Giocatori passati dalle qualificazioni:
- Dominik Meffert
- Amir Weintraub
- Fritz Wolmarans
- Michael Yani

## Campioni

### Singolare
Vincent Millot ha battuto in finale  Gilles Müller con il punteggio di 7–6(6), 2–6, 6–4

### Doppio
Dominik Meffert /  Frederik Nielsen hanno battuto in finale  Flavio Cipolla /  Simone Vagnozzi con il punteggio di 7–6(4), 5–7, [10–5]